# Králík japonský (plemeno)
Králík japonský je ojediněle chované středně velké zakrslé sportovní plemeno králíka domácího.

## Historie
Králík japonský vznikl ve druhé polovině 19. století ve Francii. Poprvé bylo tohle plemeno vystaveno v Paříži na světové výstavě v roce 1887 pod názvem „Lapin Japonais“. Plemeno bylo schváleno ve Francii v roce 1919, avšak rozšířilo se po Evropě i mimo ní. V Česku je plemeno známo od roku 1903, ale chovalo se i dříve. Ve Spojených státech amerických a Anglii se po útoku Japonců na americký přístav Pearl Harbor plemeno přejmenovalo na harlekýnové králíky (Harlequin rabbits). Po 2. sv. válce se chov soustředil na užitková plemena králíků, zatímco o sportovní plemena opadl zájem.

## Popis
Japonský králík váží 3,75 až 4,5 kilogramů a má válcovité tělo se silnými středně dlouhými končetinami. Hlava je široká a klenutá s pevnýma vzpřímenýma ušima o délce 12 cm. Srst je hustá a pružná o délce 2,5–3 cm. 
Kresba je kombinace žlutooranžových a černých kresebných polí a pruhů se středovou symetrií. Kresba se dělí na kresbu hlavy a kresbu těla. V praxi je levá polovina hlavy žlutá s černým uchem a pravá polovina hlavy černá se žlutým uchem. Dělicí linie je ostrá a přímá ve středu hlavy. Na trupu se střídají černé a žlutooranžové pruhy, které se půlí na hřbetě nad páteří: z levého boku jde nahoru černý pruh, ve středu hřbetu se půlí a dolů na pravou stranu jde jako pruh žlutý. Na té polovině hlavy, která je černá se žlutým uchem, je příslušná polovina prsou a hrudní končetina žlutá. Obdobně to je na druhé polovině (žlutá hrudní končetina a polovina prsou, černá polovina hlavy, žluté ucho). Mláďata japonských králíků jsou ve vrhu jinak kreslená.

## Využití
Plemeno se chová pro tzv. sportovní účely, neboli výstavnictví. Vzhledem ke kresebným znakům je poměrně hodně mláďat z vrhu, která se selektují kvůli méně zdařené kresbě. Kresebně horší králíci se vykrmují do 3,5 až 4 měsíců a jsou posléze určeni pro spotřebu v kuchyni. Exteriérově vhodnější králíci se dále odchovávají a jsou určeni pro soutěžní činnost na výstavách.